# Stephopoma roseum
Stephopoma roseum es una especie de molusco gasterópodo de la familia Siliquariidae.

## Distribución geográfica
Se encuentra  en Nueva Zelanda.